# Damià Ramos Buades
Damià Ramos Buades (n. Palma de Mallorca, Islas Baleares, España; 29 de septiembre de 1991) es un futbolista español. Juega de defensa, y su actual equipo es el Club Deportivo Atlético Baleares de la Segunda División B de España.

## Clubes
| Club                             | País   | Año           | Partidos | Goles |
| -------------------------------- | ------ | ------------- | -------- | ----- |
| Real Club Deportivo Mallorca "B" | España | 2010-2013     | 7        | 0     |
| Coruxo Fútbol Club               | España | 2013-2014     |          |       |
| CD Atlético Baleares             | España | 2014-presente |          |       |